# Ceratomontia centralis
Ceratomontia centralis is een hooiwagen uit de familie Triaenonychidae.